# Поліїд
Поліїд (грец. Polyeidos) — жрець Діоніса і віщун; лікар з Коринфа (варіант: з Аргосу), правнук Мелампода, батько Манто; воскресив сина Міноса Главка.